# Estação Águas Claras
A Estação Águas Claras é uma das estações do Metrô do Distrito Federal, situada em Águas Claras, entre a Estação Arniqueiras, a Estação Concessionárias e a Estação Taguatinga Sul. Administrada pela Companhia do Metropolitano do Distrito Federal, faz parte da Linha Verde e da Linha Laranja.
Foi inaugurada em 17 de agosto de 1998. Localiza-se na Avenida Pau Brasil. Atende a região administrativa de Águas Claras.
A estação recebeu esse nome por estar situada na região administrativa de Águas Claras, fundada em 2003 e que é notabilizada pelo seu crescimento acelerado. 
A estação possui duas plataformas centrais e quatro vias, sendo que os trens da Linha Laranja passam pelas laterais e os da Linha Verde passam ao centro. 

## Localização
As quadras de Águas Claras foram projetadas de forma compatível com as estações do Metrô do Distrito Federal, de modo que a distância máxima entre uma estação e uma área residencial é de 500 metros, para que possa ser percorrida a pé.